# Volker Heimen
Volker Heimen (* 2. Oktober 1943 in Meiningen; † 6. April 2000) war ein deutscher Politiker der CDU. Er war ab 1976 selbständiger Wirtschaftsberater und für dreieinhalb Jahre Mitglied des Landtags von Nordrhein-Westfalen.

## Ausbildung und Beruf
Volker Heimen erlangte 1958 die Mittlere Reife. Im Anschluss besuchte er eine kaufmännische Berufsschule. 1962 legte er die Kaufmannsgehilfenprüfung ab. Von 1962 bis 1976 war er Mitarbeiter in einem Steuer-Wirtschaftsberatungsbüro. 1976 wurde er selbstständiger Wirtschaftsberater in Bielefeld.

## Politik
Volker Heimen war ab 1965 Mitglied der CDU. 1970 wurde er Landesdelegierter. Mitglied des geschäftsführenden Kreisvorstandes war er seit 1976. 1969 wurde er Vorstandsmitglied des Stadtverbands Bielefeld-Mitte und von 1966 bis 1973 war er Vorstandsmitglied der Jungen Union Bielefeld. Mitglied des Rates der Stadt Bielefeld wurde er 1969, seit 1973 war er stellvertretender Fraktionsvorsitzender der CDU-Stadtratsfraktion.
Volker Heimen war vom 13. Dezember 1976 bis zum 28. Mai 1980 Mitglied des 8. Landtages von Nordrhein-Westfalen, in den er nachrückte.
Heimen war verheiratet und hatte ein Kind.